# Diecezja Oria
Diecezja Oria – diecezja rzymskokatolicka we Włoszech. Powstała w 1591 z terenu archidiecezji Brindisi-Oria.

## Lista ordynariuszy diecezjalnych
- Vincenzo del Tufo, C.R. (1596 – 1600)
- Lucio Fornari (1601 – 1618)
- Giandomenico Ridolfi, C.R. (1620 – 1630)
- Marco Antonio Parisi (1632 – 1649)
- Raffaele de Palma, O.F.M. Conv. (1650 – 1674)
- Carlo Cuzzolini (1675 – 1697)
- Tommaso Maria Franza, O.P. (1697 – 1719)
- Giambattista Labanchi  (1720 – 1746)
- Castrensis Scaja  (1746 – 1755)
- François Joseph Antoine de los Reyes (1756 – 1769)
- Giovanni Capece (1770 – 1770)
- Enrico Celaja (1772 – 1780)
- Alexander Maria Calefati (1781 – 1793)
- Fabrizio Cimino, C.SS.R. (1798 – 1818)
- Francesco Saverio Triggiani, O.F.M. Conv. (1818 – 1828)
- Michele Lanzetta  (1829 – 1832)
- Giovanni Domenico di Guido (1833 – 1848)
- Luigi Margarita, C.M. (1851 – 1888)
- Tommaso Montefusco  (1888 – 1895)
- Teodosio Maria Gargiulo (1895 – 1902)
- Antonio di Tommaso (1903 – 1947)
- Alberico Semeraro (1947 – 1978)
- Salvatore De Giorgi (1978 – 1981)
- Armando Franco (1981 – 1997)
- Marcello Semeraro (1998 – 2004)
- Michele Castoro (2005 – 2009)
- Vincenzo Pisanello (od 2010 –)